# Plaza Huincul

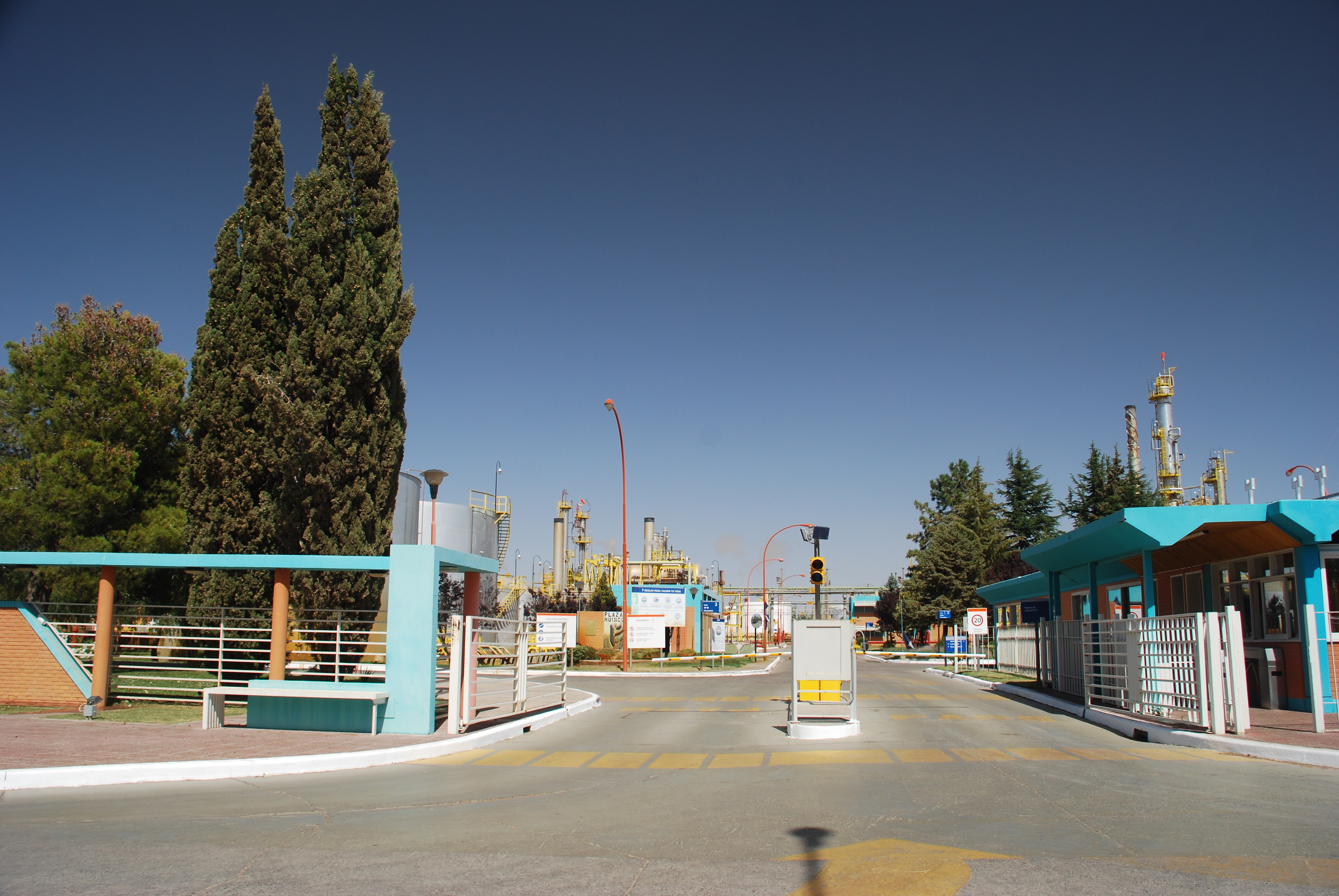
Ingreso a refinería de YPF.

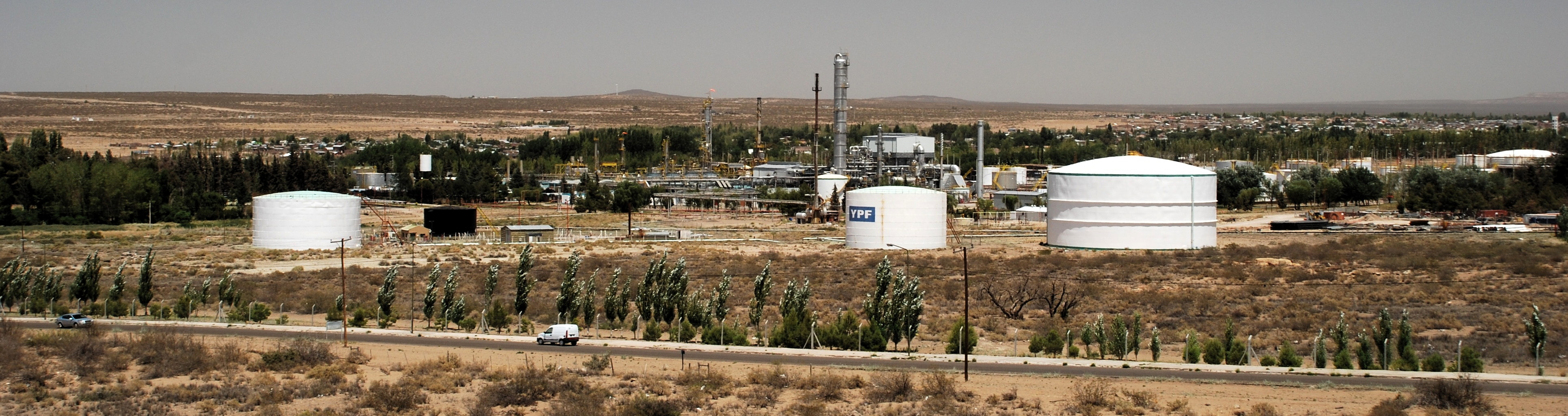
Vista de la refinería de YPF, al fondo el conglomerado urbano.

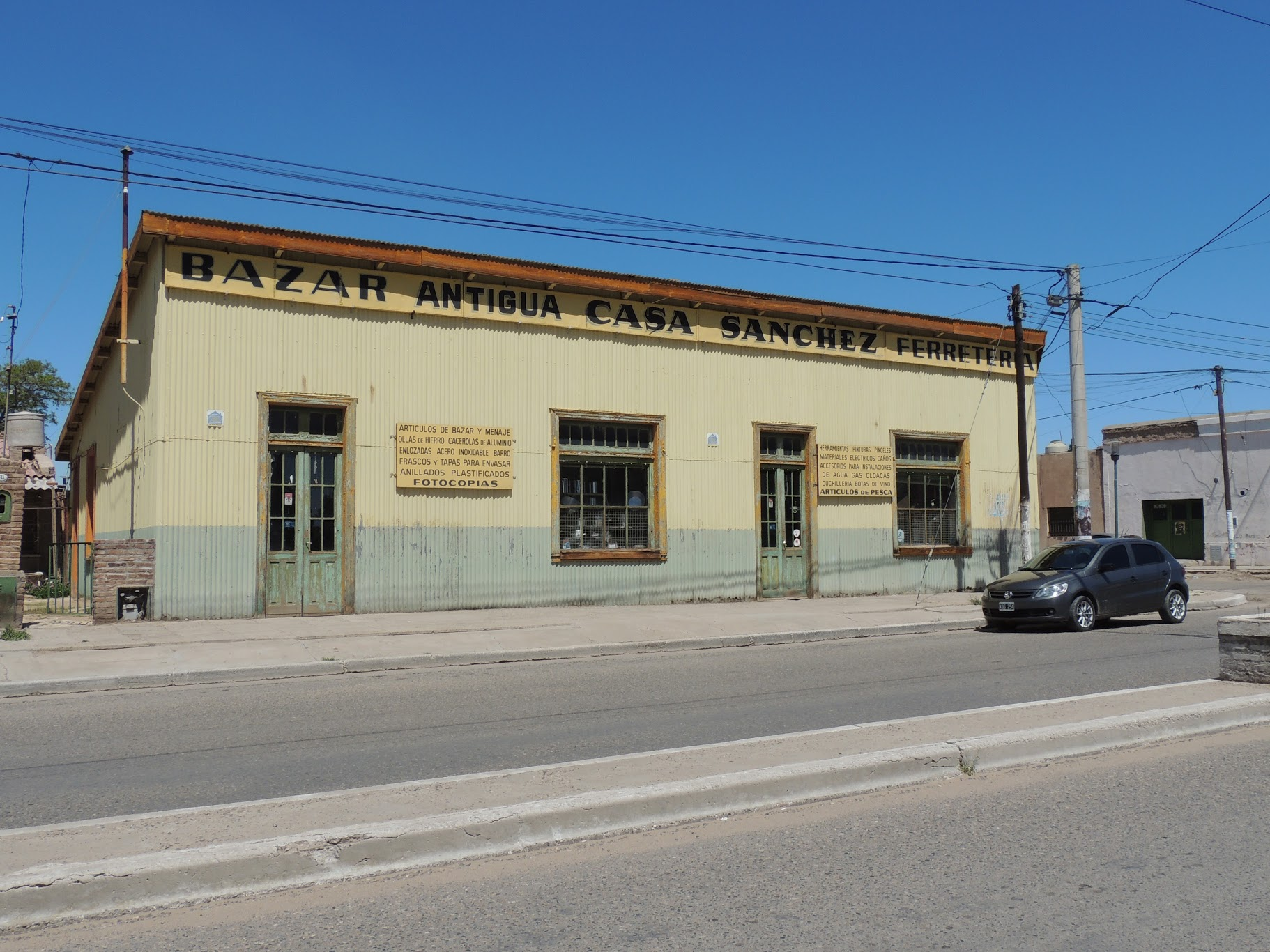
Histórico edificio en el área céntrica de Plaza Huincul, sobre la ruta nacional 22

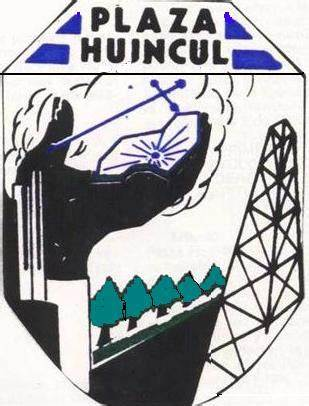
Escudo de Plaza Huincul

Plaza Huincul es una ciudad del Departamento Confluencia, en la Provincia del Neuquén, Argentina. Surgió a causa del descubrimiento de petróleo en la zona, y se encuentra junto a la ciudad de Cutral Co, formando el segundo aglomerado de la provincia. También es conocida por disponer de una variada colección de paleontología, ya que allí se descubrieron los fósiles del herbívoro conocido más grande del mundo, el Argentinosaurus, y de uno de los carnívoros conocidos más grandes del mundo, el Mapusaurus.
Plaza Huincul se encuentra ubicada en la Patagonia argentina, en una depresión entre serranías, a 531 m s. n. m. (metros sobre el nivel del mar), en un punto casi equidistante entre el río Limay al sur y el río Neuquén al norte.

## Rutas de acceso
Al Norte por la Ruta Provincial N.º 17, desde Añelo, pasando por el Dique Portezuelo Grande; por el Sur por Ruta N.º 17 desde Picún Leufú; desde el Este por Ruta Nacional N.º 22, desde Neuquén Capital, pasando por Plottier, Senillosa y Arroyito; y desde el Oeste por Ruta Nacional N.º 22 desde Zapala, pasando por Cutral Co.

## Escudo
En una figura geomética con fondo blanco se observa una mano, una torre y chimeneas. En el medio se distingue una arboleda sobre un camino. En el margen superior también se observa la cruz del sur. Su creadora fue Julia Diez.

## Toponimia
En lengua mapuche (mapudungún) significa ‘Loma de descanso’. Félix San Martín, el gran historiador dice lo siguiente: “Plaza, en nuestra lengua es posta, paradero, descanso; huincul, loma y a veces suele decirse por cuesta.

## Historia
En 1887 Julio Argentino Roca culminó la denominada “Conquista del Desierto” que pobló estas latitudes de sangre y desierto; despoblar para poblar fue el argumento gubernamental de aquel entonces. Neuquén se tornó territorio nacional y el sentido poblacional se otorgaba con el ferrocarril que llegó en 1902. Continuar con las vías hasta unir los océanos desde Bahía Blanca era el espíritu de la ley 5.535. En 1913 pasaron por el km 1297 (paraje plaza Huincó, hoy Plaza Huincul) y un año después llegó a Zapala. 
A partir de una denuncia al entonces juez de paz de la ciudad de Neuquén, se supo que en la zona había aflorado naturalmente petróleo. Se tomaron muestras, viajaron a Buenos Aires y en 1912 llegó a la zona Anselmo Windhausen, un geólogo alemán que trabajaba en la Dirección de Minas, Geología e Hidrología de la Nación dirigida por el ingeniero Enrique Hermitte. El geólogo realizó tres viajes a la zona y en 1913 concluyó sus estudios en los que afirmó que había petróleo en el territorio nacional de Neuquén. Para la llegada de Anselmo Windhauser a la zona, el paisaje desolador tenía una parada obligada: La Aguada de Carmen Funes. 
Carmen Funes es signada como la pionera de la zona, fortinera mendocina, que se incorporó a la denominada “Campaña del Desierto” siendo una adolescente y al finalizar la misma recorrió La Pampa y Neuquén como mercachifle, y que además comercializaba animales y artículos de primera necesidad. Continuó “escapando de las vías” (ya que perjudicaba su actividad) y se instaló finalmente en la aguada Plaza Huincul. 
En 1913, Juan Keidel, geólogo alemán, quien dependía también de la hospitalidad de Carmen, llega a la zona. Completa y amplía los informes de Windhausen y entre 1914 y 1915 determinó la ubicación del Pozo Nº1 guiado por los comentarios de Carmen Funes sobre el gusto a kerosene que le sentía al agua. 

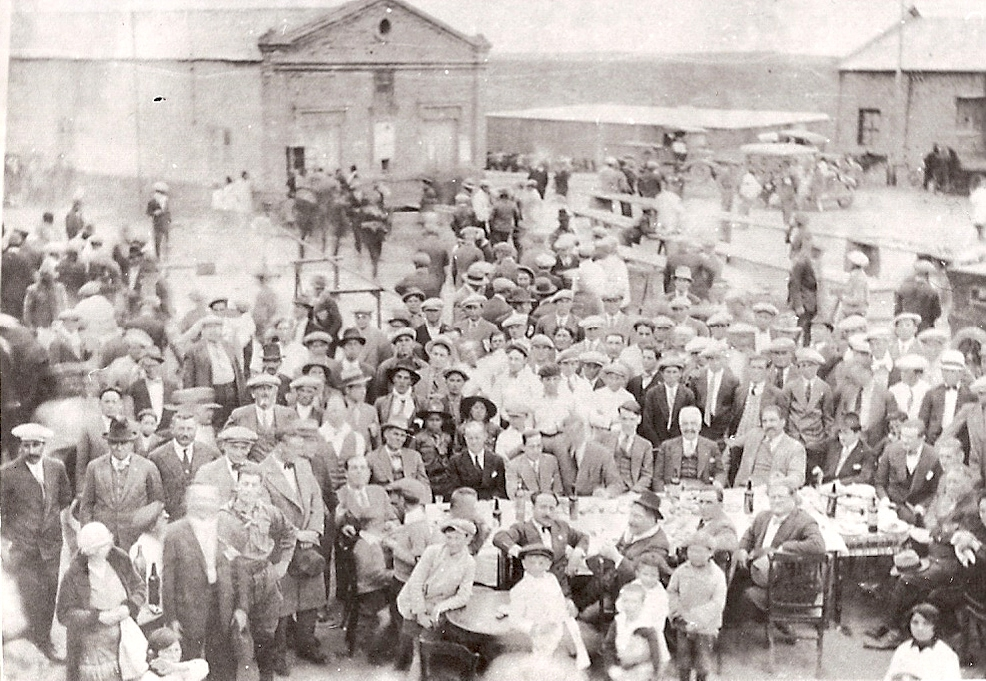
Asado en los talleres de YPF 1930

A partir de los comienzos de la perforación del pozo génesis comienzan a llegar los primeros pobladores de la zona, entre ellos la familia Soufal, considerada la primera familia petrolera, Juan Soufal es trasladado al territorio por la Dirección de Minas, Geología e Hidrología de la Nación, acompañado de su esposa Anna Schupp y 4 de sus 6 hijos; se comienza así con los primeros asentamientos de la zona, los cuales ante la falta de corrientes de agua visibles, se establecen alrededor de la “Laguna Colorada” (formada por la desembocadura de las lluvias), mientras que la laguna permanecía seca o con escasa cantidad de agua se perforaban pozos que conectaban con fuentes de agua subterráneas.
En torno a la laguna colorada se comienzan a formar los primeros barrios con la llegada de más trabajadores y más empresas encargadas de la explotación del llamado oro negro, es así como en el año 1922 aproximadamente se comienza a gestar el conocido entonces como barrio las latas (nombre dado debido al uso de latas en la fabricación de las casas), llamado también por los lugareños como barrio latino, el 10 de agosto de 1949 por decreto nacional N° 1941 se crea la comisión de fomento y en el año 1950 se lo bautiza como barrio Villa General San Martín. El otro barrio fue creado por la empresa Standard Oil, en ese entonces conocida como ESSO, lo que se conoce actualmente como Axion Energy, para los trabajadores de la empresa. La empresa Standard Oil en la década de 1920 envió expediciones para estudios geológicos de superficie y perforaciones exploratorias a las cuencas del Noroeste y a la cuenca Neuquina, entre otras. Fue así que descubrieron el yacimiento Dadín y la extensión oeste de Plaza Huincul (esto fue en 1923 y se trata del primer descubrimiento privado de petróleo en esa zona). En Plaza Huincul firmaron acuerdo con la compañía local Challacó que luego pasó al control de Leopoldo Sol por lo que se crea el Campamento Sol, el cual forma hoy parte del ejido urbano de la Ciudad de Cutral-cò.

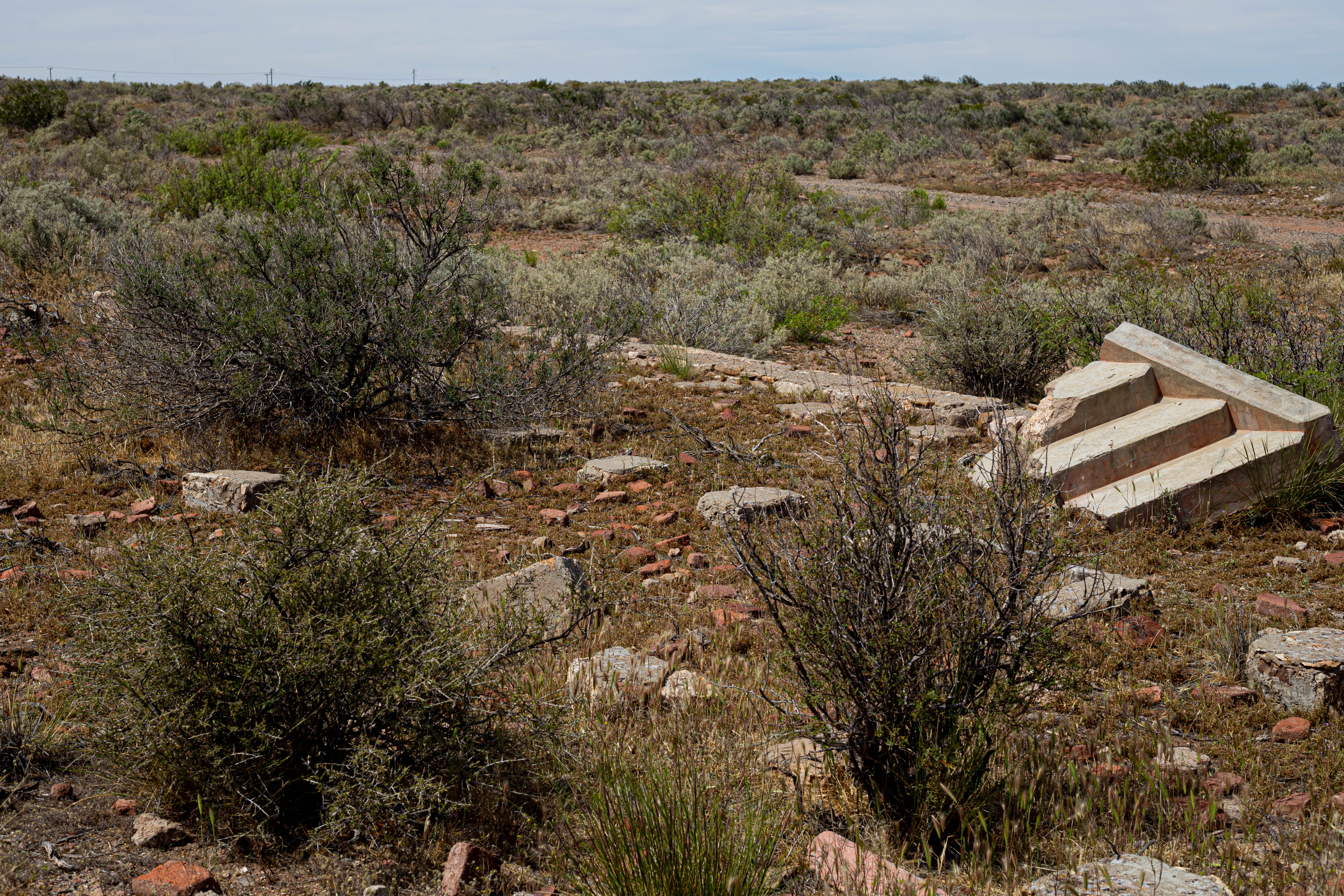
Restos del teatro y el cine del barrio Esso.

En el año 1963 se anulan varios contratos de YPF con empresas petroleras extranjeras “por vicios de ilegitimidad y por ser dañosos a los derechos e intereses de la Nación”, debido a que se intenta establecer una ley que cedía el suelo a las empresas que los explotaban, por lo tanto, para evitar la entrega y por consecuente pérdida indiscriminada de tierras en manos extranjeras, y sumado a los altos precios a los que nos vendían el petróleo extraído, es que el presidente Arturo U. Illia, toma la polémica decisión; una de las empresas afectadas por ella es la empresa “ESSO” que decide levantar los campamentos establecidos.
Al dejar de contar con trabajo y las comodidades que la empresa les daba, los trabajadores y sus familias comienzan a abandonar estos primeros asentamientos, trasladándose algunos a lo que hoy es la Ciudad de Cutral-cò y otros son absorbidos por la empresa de bandera y se les da casa en lo que hoy es el Barrio Central (en ese momento centro del llamado Octógono Fiscal, delimitado por la empresa), de esa manera se da fin a estos barrios de los que hoy solo se ven ruinas que forman parte del atractivo turístico de la zona.
Paralelamente los empleados de YPF con más antigüedad, una vez delimitado el octógono, pidieron permisos especiales a la empresa para construir sus viviendas y levantar comercios en la parte sur de la estación de ferrocarril que la empresa pidió que se construyera a la altura del km 1297, para facilitar el traslado de maquinarias desde Buenos Aires; esto originó que a partir de la década del 50´ la mayoría los empleados ya desvinculados de la empresa comenzarán una “batalla” que les llevaría años ganar, la tan anhelada emancipación de la empresa debido a las rigurosas condiciones y del alto costo de los impuestos que la empresa les ponía, es así que se forma la comisión de “concesionarios” con pobladores que llevaban años trabajando y viviendo allí. 
A continuación se detallan en orden cronológico las gestiones llevadas a cabo por un grupo de habitantes de Plaza Huincul para obtener la Institucionalización de la ciudad. 
1950 (Marzo)
Primera Carta con pedido de concesión de terrenos a YPF
1950 (Mayo)
En Mayo del 50’ el Ig. Eugenio L. Dalton contesta la carta que creemos es la primera con el pedido de emancipación del pueblo; en dicha carta el Ig. menciona que la administración no cree que sea el momento conveniente para tratar la urbanización de los terrenos del pueblo. 
1951 (Diciembre)
A los 9 días del mes de diciembre se constituye oficialmente la comisión de “concesionarios” del pueblo de Plaza Huincul, quienes se ponen sobre los hombros la tarea de lograr la liberación de YPF.
Quedando constituida de la siguiente forma: Presidente: Toribio Otaño, Vice-Presidente: Demofilo Marin, Secretario: Alfonso Gómez, Tesorero: José A. Costa. 
1952 (Enero)
Se envía carta al Gobernador del territorio del Neuquén Don Pedro San Martín, presentando la comisión  e informando cuáles son los objetivos de dicha comisión así como el pedido de que el interceda ante Nación y los apoye en la cruzada que llevaban a cabo. 
1953 (Febrero)
La Administración de YPF local presenta una nueva “reglamentación y contrato-tipo concesiones de comercio en dependencias de la empresa”, dicha reglamentación es más restrictiva e invasiva hacia los concesionarios que ya estaban en la zona y a los que quisieran venir a instalarse.
1953 (Agosto)
Los concesionarios ya organizados elevan una nota a la administración local de la empresa quejándose del nuevo reglamento y dando a conocer los puntos en los que no estaban de acuerdo al mismo tiempo que solicitaban que sea elevado todo a un grado superior para una evaluación y resolución. 
1953 (Septiembre)
Luego que el nuevo reglamento se pusiera en vigor, los concesionarios deciden buscar asesoramiento profesional y lo encuentran en el Dr. Mateo Fabani de Neuquén Capital, quien se pone a disposición y les abre nuevos conductos de comunicación para lograr el anhelado objetivo.
1953 (Octubre)
Se decide hacer la lucha pública a través del “semanario EL TERRITORIO” de Neuquén y Río Negro, dirigido por el sr. Norberto J. Pintos quien en sus cartas los alentaba y se ponía a disposición durante todo el tiempo que fuera necesario.
1953 (Noviembre)
Ya con el asesoramiento del abogado Doc. Mateo Fabani, se enviaron varias cartas a diferentes direcciones entre ellas a la Dirección General de YPF  en Buenos Aires, al Ing. Tomás Ezcurra Gerente Departamental, quien en su contestación sostiene que no tiene conocimiento del nuevo reglamento y que aún espera información por lo cual no puede anticipar una opinión con relación a la situación planteada.
1954 (Marzo)
Agotando todos los conductos y buscando apoyo para lograr la emancipación se envía una carta al Secretario General de la Unidad Básica Peronistas Don Eliseo Ibeas, para que intercedan ante el Poder Ejecutivo Nacional u organismos que correspondan a fin de lograr la propiedad de los terrenos que por años llevan ocupando.                   
1966
Según la Resolución 247 del directorio de YPF en su artículo 1.º Plaza Huincul queda desafectada de la reserva que lo afectaba a la empresa estatal.
Y por la Ley 14.408 en su artículo 10 pasa a ser propiedad de la Provincia  se declara por  Decreto Provincial Nº0937 del 21 de abril de 1966 desocupada por YPF y que por acta Provincial el día 24 de abril de 1966 será la fecha considerada como real incorporación al dominio Provincial.
El día 24 de abril es considerado como aniversario de fundación de la localidad, ya que esta fue la fecha que se firmó el acta como pueblo perteneciente a la provincia del Neuquén, comenzando ya como un municipio.

## Hechos importantes del aglomerado Plaza Huincul - Cutral Có
- Dos pueblos en huelga 1958

- Incendio del colectivo BEDFORD 1966

- El aluvión de 1975

- La caída del avión AVRO 1976

- Caso Omar Carrasco 1994

- Las dos puebladas 1996 y 1997

- Caso Teresa Rodríguez 1997

- Masacre del aeropuerto de Cutral Co 1999

- Pandemia Mundial COVID 19

- Incendio en refinería NAO 2022

## Geografía
Geomorfológicamente la ciudad se encuentra ubicada en la región de las “Mesetas Patagónicas Neuquinas”, conformada por bajos, cerros testigos y resaltos escalonados de suave relieve conocidos localmente como “Bardas”.
La vegetación se encuentra comprendida dentro de la estepa patagónica, integrada por plantas xerófilas, de follaje escaso y hojas pequeñas. El clima es continental frío tipo semiárido, con vientos fuertes del sector oeste; el régimen pluvial es Pacífico, con máximas en otoño e invierno, siendo la precipitación media anual inferior a los 200 mm. Presenta una gran amplitud térmica, con temperaturas promedio que varían de −1 °C a 29 °C y en ocasiones la temperatura mínima oscila alrededor de los −5 °C y la máxima en los 40 °C.

## Población
Contó con 13 572 habitantes (Indec, 2010), lo que representó un incremento del 9,3 % frente a los 12 050 habitantes (Indec, 2001) del censo anterior. La población se compuso de 6633 varones y 6899, lo que arrojó un índice de masculinidad del 96.14 %. En tanto, las viviendas pasaron de ser 3291 a 4468.
Forma un aglomerado urbano junto a la ciudad de Cutral Có.
Según el censo 2022 se conoció una población dentro del municipio de 15.887 habitantes y 5.900 viviendas. Además, el censo dio a conocer datos de su composición poblacional (7786 hombres 8134 mujeres), densidad y área urbana.
| Gráfica de evolución demográfica de Plaza Huincul entre 1991 y 2022 |
|                                                                     |
| Fuente de los Censos Nacionales del INDEC                           |

## Turismo
POZO N° 1 - MIRADOR: En dirección norte de la ruta nacional 22 sobre una barda se encuentra el monumento al pozo N°1 donde se descubrió petróleo por primera vez en la provincia del Neuquén y a metros de este esta el recorrido de los 100 años del petróleo donde cuenta la historia del descubrimiento del petróleo y el surgimiento de la ciudad, donde también podemos encontrarnos con una vista panorámica de toda la ciudad.
DINOSAURIOS TAMAÑO REAL: A la vera de la ruta nacional 22 km 1327 se encuentran dos dinosaurios tamaño real hechos de hormigón y esculpidos por el escultor Aldo Beroiza, se trata del mapusaurus y el Argentinosaurus huinculensis.
MUSEO CARMEN FUNES:  Uno de los grandes atractivos turísticos de Plaza Huincul es el museo paleontológico Museo Municipal "Carmen Funes". Entre los restos fósiles que se exponen varios tienen inmenso valor científico, como los restos del Gasparinisaura, del Anabisetia, del Aucasaurus, del Mapusaurus y los del propio Argentinosaurus, considerado el dinosaurio más grande del mundo.
MUSEO EX YPEFIANOS: La casa de los ex ypefianos, un lugar con historia, objetos, vestimentas, etc. de los inicios de la ciudad, particularmente de todos los ciudadanos que eran parte de la que fue la empresa estatal, un recuerdo para todos los huinculenses de sus orígenes. 
LA COPA: Frente al banco provincial del Neuquén al final de la avenida San Martín resalta la gran estructura de la emblemática copa de agua de la ciudad de varios metros de altura, con una plazoleta en la base conmemorativa de los 100 años del descubrimiento del petróleo provincial. 
PLAZA DE LAS BANDERAS: Siendo el “cruze” entre dos rutas, la ruta 17 y la 22, en la plazoleta central sobresale en la rotonda el gran mástil para la bandera nacional, alrededor en forma de círculo los mástiles que portan las banderas de todas las provincias argentinas.

## Religión

### Parroquias de la Iglesia Católica
| Diócesis  | Neuquén                       |
| --------- | ----------------------------- |
| Parroquia | Santa Teresita del Niño Jesús |

Además, hay presencia de numerosas congregaciones protestantes en sus múltiples vertientes.

## Personalidades
- Edgardo Antoñana, conductor de radio y televisión. (1955-2017)
- Carmen Funes, conocida como la pasto verde, primera pobladora.
- Familia Soufal (Juan Soufal, Ana Schupp, Ana María Soufal, Felisa Soufal, Federico Soufal, Carlos Soufal, Francisco Soufal, Juan Carlos Soufal), primera familia petrolera en arribar a Plaza Huincul.
- Marcelo Berbel
- Mirtha Solari, historiadora.
- Toribio de Otaño
- Carlos Rivadulla
- Antonio Sánchez
- Juan Prudencio Miralles
- Jocelin Leiva
- Ernesto Moreno